# Luče (Luče)
Luče is een plaats in Slovenië en maakt deel uit van de gemeente Luče in de NUTS-3-regio Savinjska. De plaats telde 380 inwoners op 1 januari 2020.